# Engenharia de base

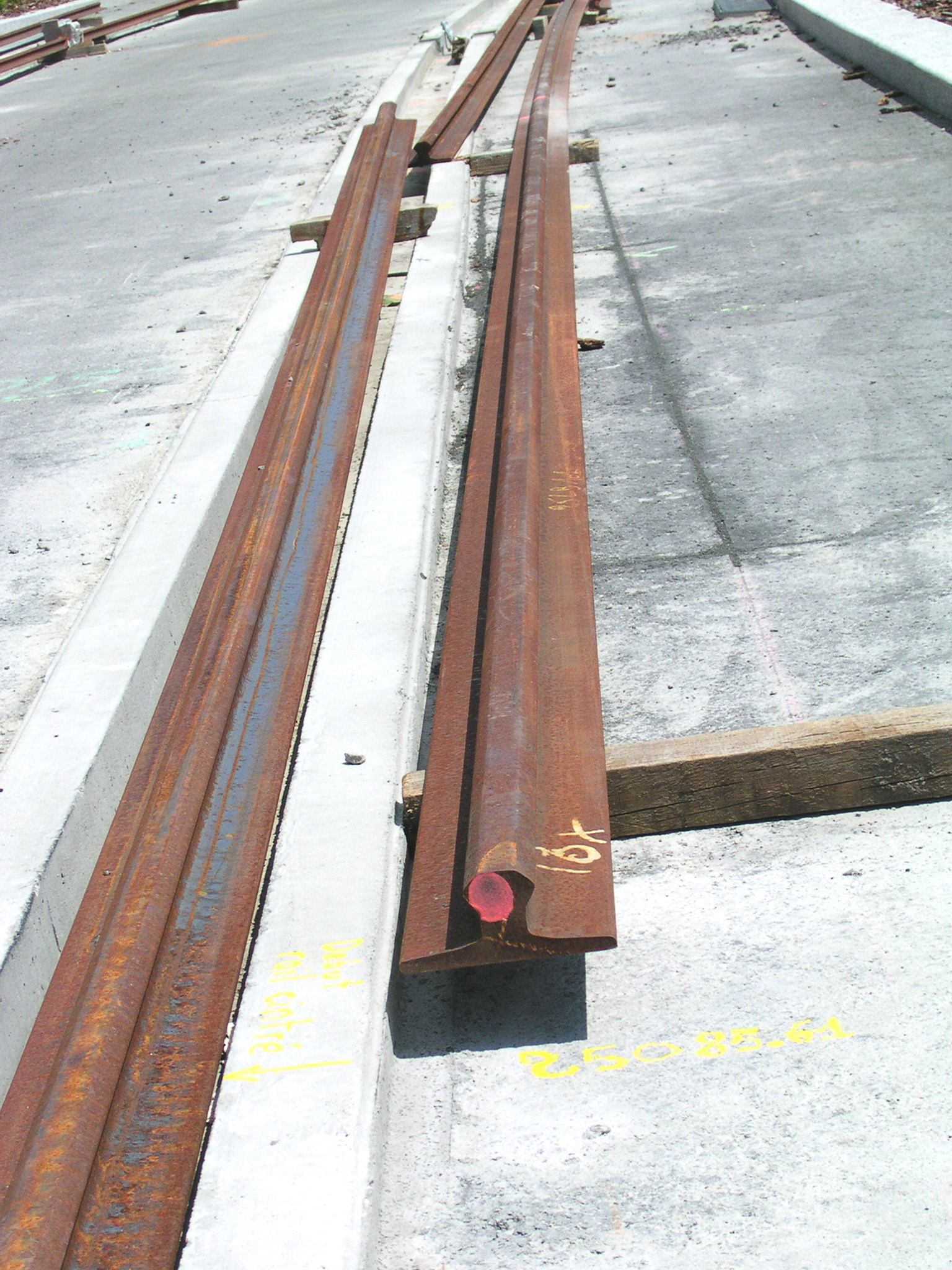
Trilhos de trem produzidos por laminação do aço. Antes de se implementar as ferrovias, há de se criar sua matéria-prima, os trilhos. Além disso, há de se criar as ferramentas para a construção ferroviária.

A engenharia de base é o conceito que se utiliza para designar um plano de criação, composto das ferramentas necessárias para se chegar a um objetivo final.

## Conceito
A engenharia de base não se refere à manipulação específica de um material ou de um instrumento, mas à combinação das técnicas em geral para se criar um novo produto. Isso significa na prática produzir um conjunto de ferramentas a serem utilizadas para se chegar ao objetivo final.
Em grande escala, a indústria que opera com a engenharia de base é a indústria de base. Porém, em pequena escala, todos os ramos industriais e de engenharia se utilizam da engenharia de base para consolidar suas ferramentas.
Grandes exemplos da engenharia de base são os guindastes, as pontes rolantes, instalação de roldanas. Esses equipamentos, ao serem montados antes ou durante a construção/fabricação do produto, necessitam das técnicas da engenharia de base.

## Ideologia
O fato é que a engenharia de base pode ter aplicações absolutamente teóricas, como na matemática, na química, na física. Na prática, o termo "engenharia de base" refere-se à toda a preparação que se faz antes de se resolver um problema (objetivo final), para depois - com os instrumentos e ferramentas necessárias - partir para o problema principal.
Assim, por exemplo, o cálculo diferencial é uma ferramenta que foi construída para calcular variações gráficas, assim como a computação é uma ferramenta (ou também um conjunto de técnicas) necessárias para se estipular um banco de dados, ou a teoria da relatividade foi necessária para a implantação de usinas nucleares.

## Planejamento
Embora o termo "engenharia de base" seja usado vulgarmente como sinônimo de planejamento, o fato é que este último começa antes de iniciar-se a implantação da engenharia de base.
O sujeito que pretende resolver um problema na qual não possui formas diretas de resolvê-lo, planeja uma forma (ou uma ideia) de se implementar uma engenharia de base para depois resolver o problema diretamente.
Um dos exemplos do uso das ferramentas da engenharia de base é a  indústria automatizada em que há uma linha de montagem para automóveis, por exemplo, onde a fabricação é muito mais veloz (e mais barata) do que se a montagem dos veículos fosse feita manualmente por completo, sem ajuda de ferramentas automatizadas. Então antes de planejar-se a linha de produção, é preciso fazer um estudo de base, conhecido como levantamento técnico.